# Liste des œuvres publiques du 7e arrondissement de Paris

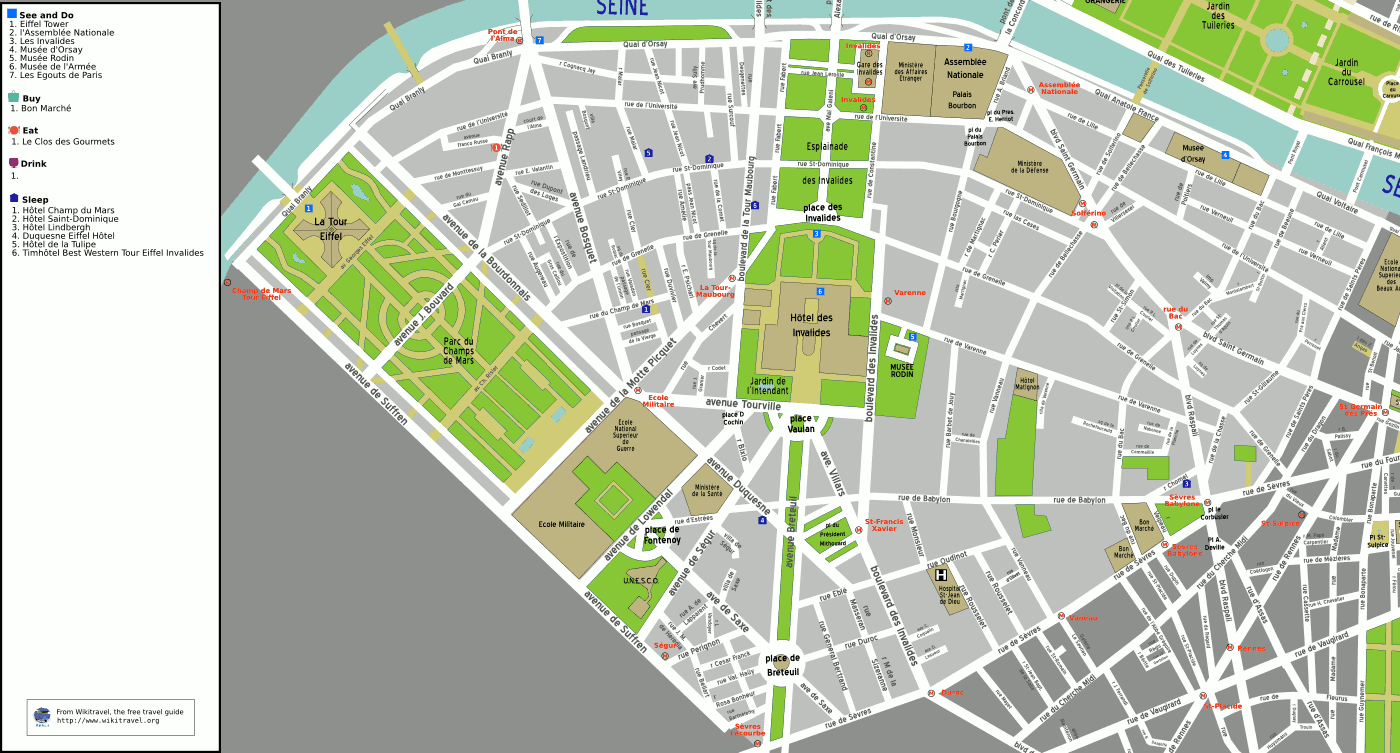
Plan du 7e arrondissement de Paris.

Cet article tente de recenser les principales œuvres d'art public du 7e arrondissement de Paris, en France.

## Liste

### Musée d'Orsay
Les sculptures suivantes sont situées autour du musée d'Orsay :
- Parvis :
  - Le Rhinocéros, Henri-Alfred Jacquemart (1878)[1] ;
  - Éléphant pris au piège, Emmanuel Frémiet (1878)[1] ;
  - Cheval à la herse, Pierre Louis Rouillard (1877)[1] ;
- Quai Anatole-France :
  - Afrique, Eugène Delaplanche ;
  - Amérique du Nord, Ernest-Eugène Hiolle ;
  - Amérique du Sud, Aimé Millet ;
  - Asie, Alexandre Falguière ;
  - Europe, Alexandre Schoenewerk ;
  - Océanie, Mathurin Moreau ;
- Rue de Lille :
  - La Force, Antoine Bourdelle ;
  - La Victoire, Antoine Bourdelle ;

### Pont Alexandre-III
Le pont Alexandre-III (1900), possède les sculptures suivantes :
- Les quatre renommées au sommet des pylônes d'entrée représentent :
  - Rive droite, amont : La Renommée des Arts : par Emmanuel Frémiet
  - Rive droite, aval : La Renommée des Sciences : par Emmanuel Frémiet
  - Rive gauche, amont : La Renommée du Commerce : par Pierre Granet
  - Rive gauche, aval : La Renommée de la Guerre : par Léopold Steiner
- Les décorations à la base des quatre pylônes ont pour thèmes :
  - Rive droite, amont : La France du Moyen Âge (Alfred Lenoir)
  - Rive gauche, amont : La France à la Renaissance (Jules Coutan),
  - Rive gauche, aval : La France sous Louis XIV (Laurent Marqueste)
  - Rive droite, aval : La France moderne (Gustave Michel)
- Les groupes de lions conduits par des enfants aux entrées du pont ont pour auteurs :
  - Rive gauche : Jules Dalou
  - Rive droite : Georges Gardet
- Les différents groupes en bronze ou cuivre s'échelonnant sur le pont :
  - Les amours soutenant les quatre lampadaires d'Henri Gauquié
  - Quatre génies avec des poissons et des coquillages de Léopold Morice et André Paul Arthur Massoulle
  - Au centre en amont : nymphes de la Neva avec les armes de la Russie et au centre en aval : nymphes de la Seine avec les armes de Paris, toutes deux de Georges Récipon

### Autres sculptures
- Les Ailes de l'Aurore, Antoine Poncet (1994, place Jacques-Bainville) ;
- Champ-de-Mars :
  - Buste de Gustave Eiffel, Antoine Bourdelle (tour Eiffel) ;
  - Monument des Droits de l'homme, Ivan Theimer (1989, avenue Charles-Risler) ;
  - Statue équestre du maréchal Joffre, Maxime Real del Sarte (1939, devant l'École militaire) ;
- Statue de Jules Hardouin-Mansart, Ernest Henri Dubois, jardin de l'Intendant, Hôtel des Invalides
- États généraux, séance du 23 juin 1789 (Mirabeau répondant à Dreux-Brézé), Jules Dalou, (1891, salon Casimir-Périer de l'Assemblée nationale, haut-relief) ;
- Mars, Raymond Delamarre (1965, Hôtel des Invalides)[2] ;
- Mémorial national de la guerre d'Algérie et des combats du Maroc et de la Tunisie, Gérard Collin-Thiébaut (2002, quai Branly, sculpture et installation lumineuse) ;
- Le Messager, Ossip Zadkine (quai d'Orsay) ;
- Monument aux combattants de la campagne de Tunisie (quai d'Orsay)[3].
- Monument à François Coppée, Georges Saupique (1959, place André-Tardieu) ;
- Monument à Marie-Émile Fayolle, Jean Boucher (1935, place Vauban) ;
- Monument au maréchal Galliéni, Jean Boucher (1926, place Vauban) ;
- Monument à Pasteur, Alexandre Falguière (1900-1904, place de Breteuil)[1] ;
- Monument à Vauban, Henri Bouchard (1960, place Salvador-Allende) ;
- La Spirale, Alexander Calder (1958, jardins de l'UNESCO) ;
- Statue de Thomas Jefferson, Jean Cardot (2006, quai Anatole-France) ;
- L'Éducation maternelle, Eugène Delaplanche (1875, square Samuel-Rousseau) ;
- Monument à César Franck, Alfred Lenoir (1891, square Samuel-Rousseau) ;
- PAX (monument à Aristide Briand), Paul Landowski (1937), devant le ministère des Affaires étrangères au quai d'Orsay
- Statue de Napoléon, Charles Emile Seurre (1833, Hôtel des Invalides, Cour d'honneur)

### Stations de métro
- Affiches, Jean-Charles Blais (quai de la ligne 12, station de métro Assemblée nationale)[4] ;
- Les Jardins de Duroc, Sophie Pénicaud (couloir de correspondance des lignes 10 et 13, station de métro Duroc, fresque)[4] ;

### Œuvres diverses
- Champ-de-Mars :
  - Mur pour la Paix,  Clara Halter et Jean-Michel Wilmotte (2000, installation) ;
- Esplanade des Invalides :
  - Monument de Solidarność (2015, plaque commémorative en souvenir de la création de Solidarność).